# Adolphe Max
Adolphe Max, né le 30 décembre 1869 à né à Bruxelles (Belgique) où il est mort le 6 novembre 1939, est un homme politique libéral belge. Il est bourgmestre de Bruxelles de 1909 à sa mort et député au parlement belge. Il agrandit le territoire de la ville en rattachant des territoires limitrophes, soutient la construction du Palais de Beaux-Arts et l'Exposition universelle de 1935. Mais il est surtout populaire pour sa résistance à l'occupant allemand durant la Première Guerre mondiale.

## Biographie

### Jeunesse et formation
Adolphe Eugène Jean Henri Max est né le 30 décembre 1869 à Bruxelles, au 7 rue des Ursulines. Son père est le médecin Henri Eugène Max (1842-1903), pédiatre attitré des enfants du futur roi Albert, et sa mère Ernestine Laure Wetrens (1844-1904),. Il a un frère cadet, Georges Max (1868-1955). Vers 1873-1879, la famille déménage au 59 rue Joseph II. Adolphe Max y vivra jusqu'à sa mort.
Adolphe Max fait des études secondaires à l'Athénée royal de Bruxelles puis à celui d'Ixelles. Il étudie ensuite à l'Université libre de Bruxelles où il obtient un doctorat en droit en 1891. Il fait son stage d'avocat chez Louis Huysmans et s'inscrit au Barreau de Bruxelles,.

### Débuts en politique
Comme sa famille, Adolphe Max montre très jeune un intérêt pour le libéralisme. À l'âge de 16 ans, il fonde avec Raoul Warocqué, la Jeune Garde de la Ligue libérale moderne dont il est aussi le secrétaire. Il est ensuite secrétaire de la Ligue libérale et collabore à deux hebdomadaires Le Petit Bleu du matin et La Liberté dont il devient le rédacteur en chef,.
Adolphe Max est membre du Conseil provincial du Brabant de 1896 à 1911.
Le 18 janvier 1898, Adolphe Max est nommé auditeur du Conseil supérieur du Congo, puis conseiller en 1903 et vice-président en 1919.

### Bourgmestre de Bruxelles
Le 16 octobre 1903, Adolphe Max devient conseiller communal de Bruxelles et, le 2 janvier 1908, échevin de la ville, chargé des affaires sociales, puis de l'enseignement public et des beaux-arts.
Le 6 décembre 1909, il est nommé bourgmestre de Bruxelles par le roi Léopold II, qui meurt quelques jours plus tard, le 17 décembre 1909. Adolphe Max succède au mayorat à Émile De Mot. Il s'attache, durant la première partie de son mandat à rétablir les finances de la Ville, ce qu'il parvient à faire en une seule année,.
Une de ses premières tâches de bourgmestre est l'inauguration de l'Exposition universelle de 1910, organisée à l'initiative d’Émile De Mot.

#### Première Guerre mondiale
Le 19 août 1914, à la veille de l’entrée des troupes allemandes dans Bruxelles, Adolphe Max, fait afficher son engagement : « Aussi longtemps que je serai en vie et en liberté, je protègerai de toutes mes forces les droits et la dignité de mes concitoyens. ». Après avoir reçu un message menaçant du général von Bülow, il ordonne le remblaiement des tranchées creusées dès les premiers jours de la guerre, fait retirer la garde civique et démolir les  barricades,,,. Il fait comprendre à l'occupant que Bruxelles n'est pas un bastion militaire et qu'il n'est pas nécessaire de la détruire. Le 20 août 1914, entouré de ses échevins, il reçoit les Allemands du IVe corps d’armée, devant la caserne Baudouin, place Dailly, au moment de leur entrée dans la capitale.
Adolphe Max résiste cependant aux exigences de l'occupant tout en s'efforçant d'éviter les heurts entre les troupes allemandes et la population civile déjà fortement éprouvée, à laquelle il demande d'ailleurs de ne pas résister. Dès le début de septembre 1914, il organise avec Ernest Solvay, un Comité central de Secours et d’Alimentation qui devient le Comité national de Secours et d’Alimentation, agissant au niveau national.
L’état-major allemand logeant à l’hôtel de ville, dans la salle gothique aménagée en dortoir, Adolphe Max y fait installer un lit pour lui-même afin de pouvoir siéger en permanence et ne pas abandonner l'hôtel de ville aux occupants,, il refuse de parle allemand, de serrer la main au général von Jarotsky (« Vous devriez comprendre, Monsieur, quels sont les sentiments que j’éprouve en ce moment. Je ne puis accepter de vous serrer la main. », maintient les couleurs belges et bruxelloises sur l'hôtel de ville, où flotte déjà le drapeau allemand... Il est arrêté à plusieurs reprises, puis libéré, pour des actes de rébellion qui déplaisent à l'occupant. Mais surtout, il lutte contre les réquisitions abusives de denrées alimentaires qui affament les bruxellois et les bruxelloises. Il négocie un paiement en échange de ces réquisitions et, comme les allemands ne respectent pas cette condition, il décide la suspension du paiement des contributions de guerre. À la suite de quoi, le général Von Lüttwitz le fait arrêter le 26 septembre 1914,.

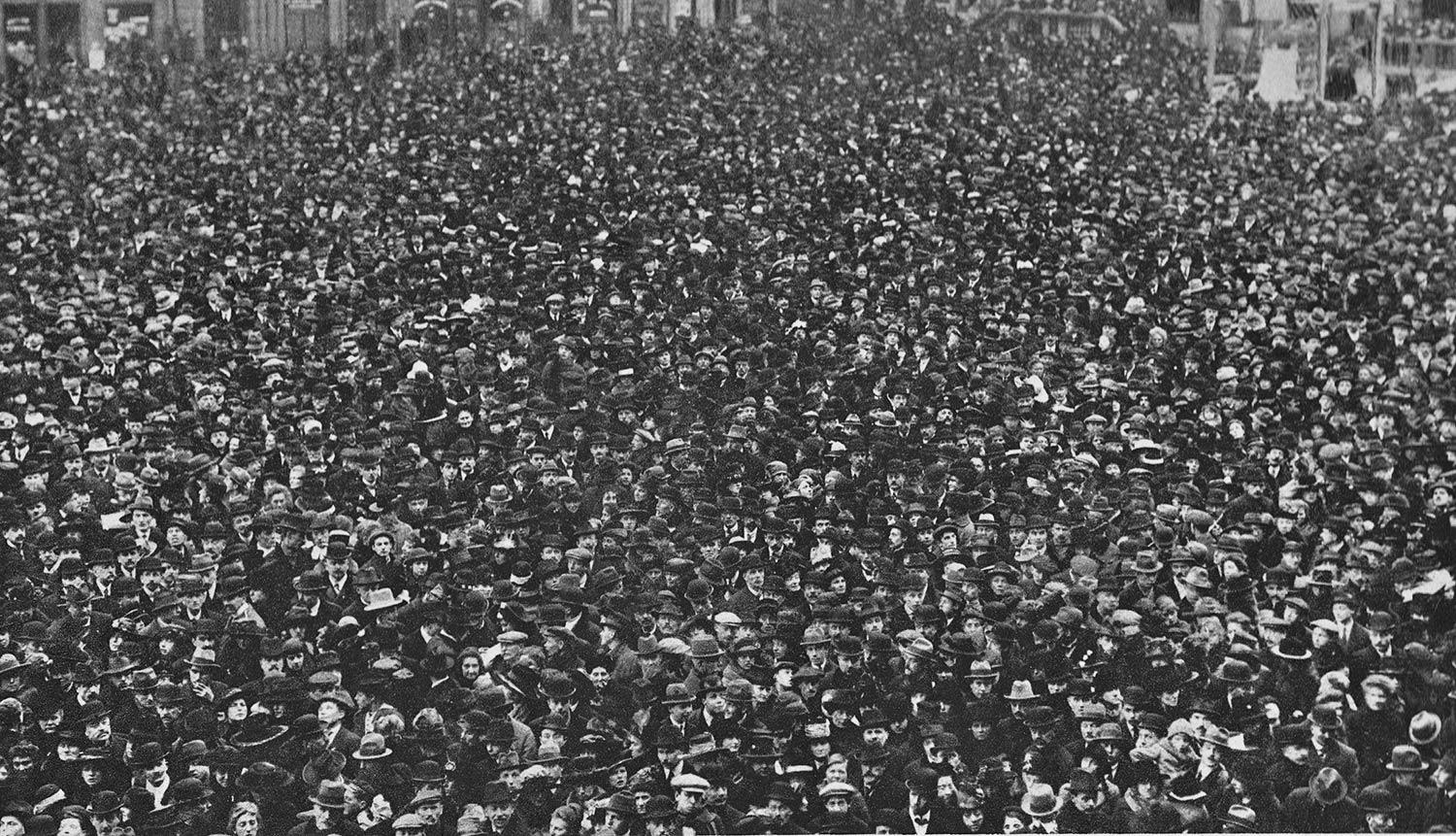
La foule accueillant Adolphe Max de retour de captivité le 17 novembre 1918

D'abord incarcéré à Namur, il est ensuite détenu en Allemagne, en plusieurs endroits : dans la prison de Cologne, le fort de Gladtz  et, durant deux ans, la prison militaire de Berlin. Maurice Lemonnier puis Louis Steens le remplacent à la fonction de bourgmestre. Il passe la dernière année à la prison de Goslar, d’où il s’évade en novembre 1918 ou est libéré le 13 novembre 1918, selon les sources, deux jours après l'armistice, et de retour à Bruxelles le 17 novembre, où il reçoit un accueil triomphal,,.
Il devient le symbole de la résistance à l'occupant. Sa bravoure lui vaut le titre de ministre d'État et il est élu à l'Académie royale de Belgique.

## De la «Blue Cross» britannique à «La Croix Bleue de Belgique»
Très tôt, la Grande-Bretagne s’est préoccupée des animaux blessés en créant le « Blue Cross Fund ». En Belgique aussi on s’est ému et l’on a cherché à venir au secours des animaux, victimes directes ou indirectes du conflit. C’est ainsi que des bénévoles créèrent un groupement de fait « Les Amis des Animaux de la Guerre».
Après la guerre, ce mouvement soutenu par 44 personnalités au rang desquels Adolphe Max, le Bourgmestre de Bruxelles donnera naissance à  la Croix Bleue de Belgique association à but non lucratif, dont les statuts officiels paraîtront au Moniteur en juin 1925.

### L'Après-Guerre
Le 24 février 1920, profitant de son mandat de député, Adolphe Max dépose une proposition de loi visant à incorporer à la commune de Bruxelles l’ensemble de ses faubourg : les communes d’Anderlecht, Berchem, Etterbeek, Evere, Ganshoren, Ixelles, Jette, Koekelberg, Laeken, Molenbeek, Saint-Gilles, Saint-Josse-ten-Noode, Schaerbeek, Uccle et Watermael-Boitsfort. Lesdites communes n'ont même pas été consultées et leur résistance au projet est traité avec une certaine désinvolture par Adolphe Max qui n'envoie pas de représentant aux discussions. Finalement une nouvelle loi est adoptée le 30 mars 1921 qui rattache les communes de Haren, Laeken et Neder-Over-Heembeek au territoire bruxellois. De petites parties des communes de Schaerbeek et de Molenbeek sont également rattachées à Bruxelles, au grand dam des populations concernées. Adolphe Max est le premier bourgmestre de cette nouvelle Ville de Bruxelles,.
En 1922, Adolphe Max invite la population bruxelloise à venir en aide à la population russe en proie à la famine dont il rend responsable Lénine et le gouvernement bolchévique. « Je prie instamment tous mes concitoyens de collaborer par leur obole à cette manifestation de charité destinée à sauver la vie de nombreux petits affamés dont les mères, là-bas, se meurent de désespoir et d’épuisement. ».
Adolphe Max soutient la construction du Palais des Beaux-Arts. Après un refus par le gouvernement du premier projet proposé par Victor Horta, il crée avec Henri Le Bœuf la « société Palais des Beaux-arts » qui se charge de la gestion du projet, la ville de Bruxelles fournissant le terrain et l'état belge garantissant les emprunts.
Adolphe Max est également responsable de l'organisation de l'Exposition universelle au Heysel en 1935, sur le thème « Le transport et la colonisation ». Certains bâtiments construits pour l'exposition, les « Palais du centenaire », sont encore utilisés pour des foires et des expositions,.
Adolphe Max s'oppose à la construction de la ligne ferroviaire, couramment appelée Jonction Nord-Midi, qui traverse la ville, détruisant des quartiers entiers. Les oppositions au projet sont contournées et la ligne inaugurée en 1952.
Adolphe Max, s'oppose également à la loi linguistique de 1932 qu'il estime empiéter sur les compétences communales et violer les droits des individus, il soutient le bilinguisme (français et néerlandais) de Bruxelles et annonce son intention de lutter contre la « flamandisation » de la ville,,.

### Député
En 1919, Adolphe Max est élu député au Parlement belge pour l'arrondissement de Bruxelles. En tant que parlementaire, il soutient le suffrage universel et de l'octroi du droit de vote aux femmes (le suffrage universel est introduit en 1919 et le droit de vote pour les femmes en 1948).

### Autres fonctions
De 1923 à 1925, Adolphe Max écrit dans le journal L'Indépendance belge, sous le nom de Gorgibus.
Il est également président d'honneur de l'Université libre de Bruxelles, du Cercle du Libre Examen (Librex) de l'ULB ainsi que de l'Union des Anciens Étudiants de l'ULB (UAE).

### Fin de vie

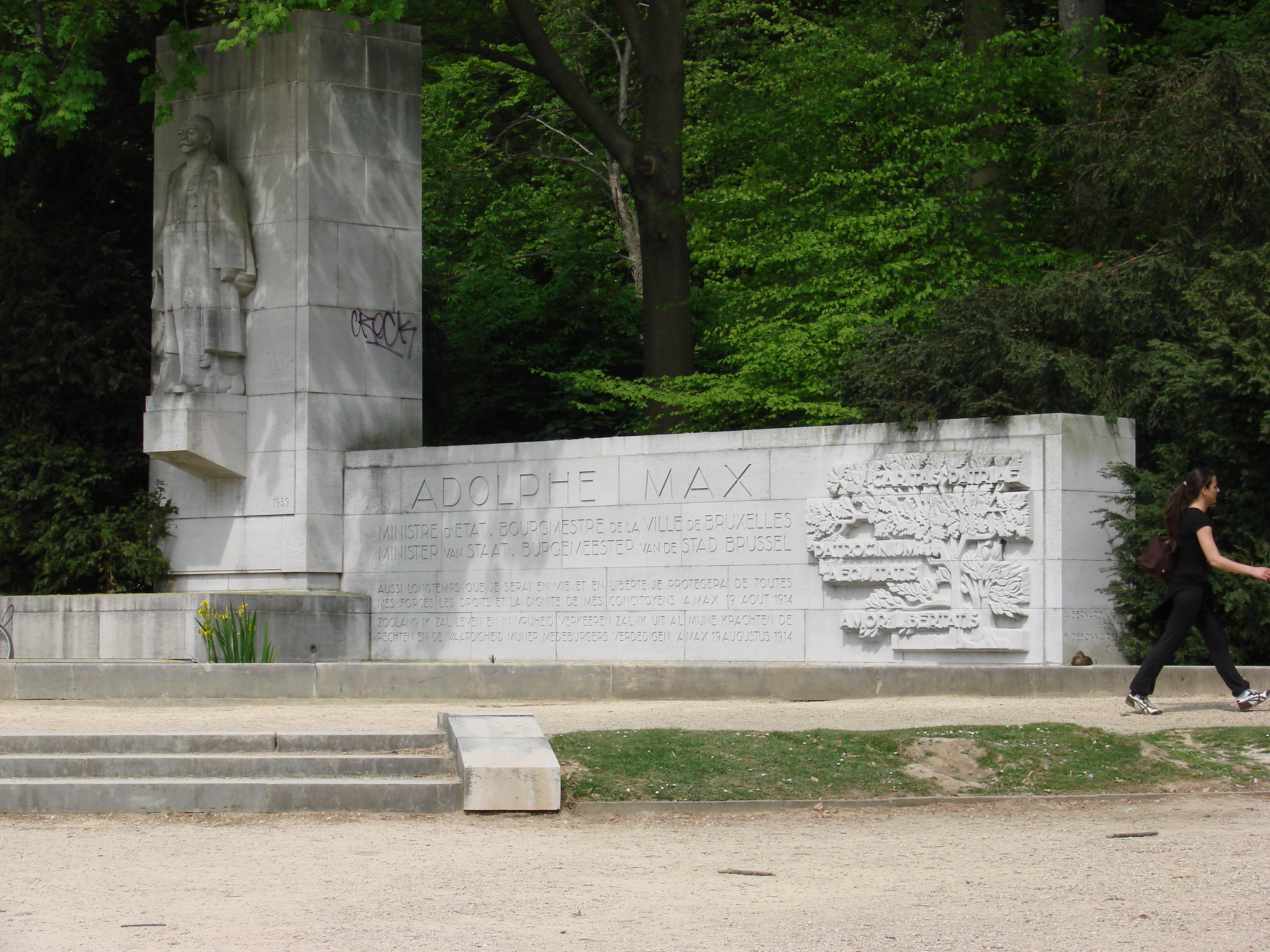
Monument funéraire d'Adolphe Max au parc d'Osseghem

Adolphe Max meurt le 6 novembre 1939 dans la maison familiale de la rue Joseph II, des suites d'une pneumonie et d'une grippe. Sa dépouille mortelle est exposée en grande pompe dans la salle gothique de l'Hôtel de ville, le 8 novembre 1939 où une foule considérable vient lui rendre hommage. Il est inhumé au cimetière de Bruxelles.
Adolphe Max reste le symbole de la résistance belge durant la Première Guerre mondiale, apprécié pour son honnêteté, son sens de la diplomatie et des priorités. Dans l'imagerie populaire, il reste indissociable de son chien fox-terrier, souvent représenté à ses côtés.

## Distinctions
Une petite médaille patriotique signée par Godefroid Devreese de trois centimètres de diamètre le représente en 1914 en habit de bourgmestre décoré de deux décorations et armes de Bruxelles. Au verso de celle-ci un coq chantant sur un petit monticule portant la balance de la justice et ce texte : « Les vertus civiques : justice, vigilance, charité ». Il est président du Club des 33.
En décembre 1918, le Boulevard du Nord, à Bruxelles, est baptisé Boulevard Adolphe Max. Il existe également un athénée Adolphe Max et une Bibliothèque communale Adolphe Max. Une place du 9e arrondissement de Paris lui est dédiée, la place Adolphe-Max et une avenue dans le 5e arrondissement à Lyon, l'avenue Adolphe-Max.
- 21 novembre 1918 : élevé à la dignité de ministre d’État par le roi Albert Ier[11]
- 1918 : membre du Conseil de l'ordre du Barreau d'appel de Bruxelles[4]
- 1919 : 
  - membre de la classe des Beaux-Arts de l'Académie royale de Belgique, élu par acclamation[4]
  - citoyen de Paris
  - bourgeois d'Edimbourg[23]
  - docteur honoris causa de l'Université d'Aberdeen[23]
  - président d'honneur du Conseil d'administration de l'Université libre de Bruxelles[19]
  - Grand-officier de l'ordre de Léopold, avec liseré d'or, avec citation à l'ordre du jour de la Nation[24]
- 1922 : 
  - ambassadeur du gouvernement aux fêtes du Centenaire de l'indépendance du Brésil[4];
  - Grand cordon de l'ordre royal de Victoria (Angleterre)[25].
- 1932 :  Grand cordon de l'ordre de Léopold.
- 1934 : ambassadeur en mission spéciale pour notifier l'avènement du roi Léopold III au président de la république de Pologne[4],[23].
- 1935 :  Grand-croix de la Légion d'honneur remise par l'ambassadeur de France, Paul Claudel.
- 1937 : Grand-croix de l'ordre de l'Étoile de Roumanie.

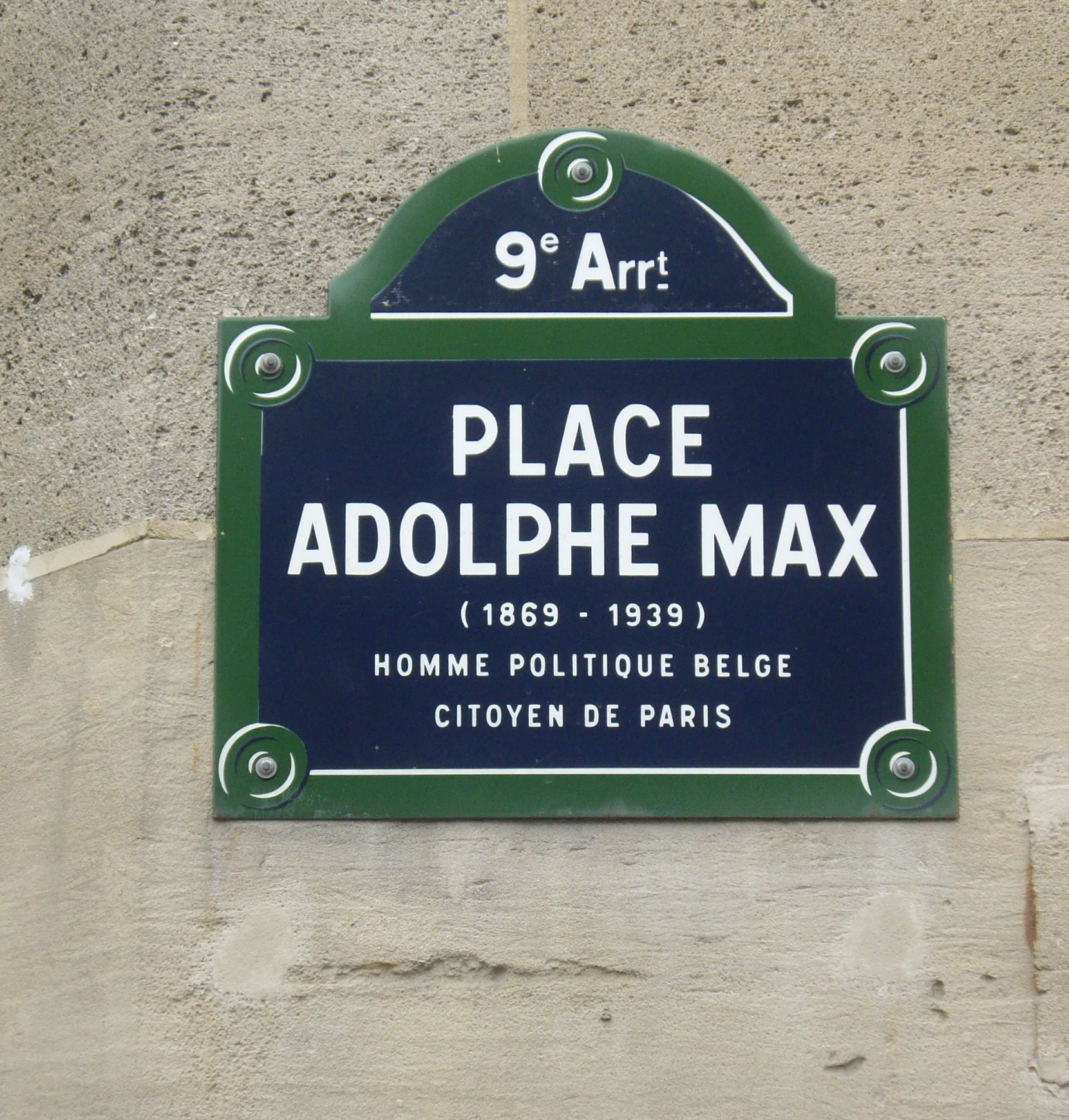
Plaque de rue de la place Adolphe-Max à Paris